# Stillleben mit Krug und Buch
Stillleben mit Krug und Buch ist der Titel eines Gemäldes des deutsch-russischen Malers Alexej Jawlensky. 1954 wurde es von dem damaligen Museumsdirektor Clemens Weiler für das Museum Wiesbaden erworben. Es trägt die Inventar-Nummer M 691. Das Gemälde ist im Bild unten links signiert „A. Jawlensky“.

## Technik und Bildträger
Bei dem Stillleben mit Krug und Buch handelt es sich um ein Ölgemälde im Hochformat – 56,5 × 44,5 cm. Als Bildträger werden in der Literatur von den Autoren verschiedene Materialien genannt: Leinwand bei Weiler. Karton< in Jawlensys Werkverzeichnis. im Bestandskatalog des Museums Wiesbaden Jute und im Jawlensky-Katalog von 2014 wieder Karton.

## Beschreibung und Malstil
„Bei nur flüchtigem Hinsehen glaubt man, Jawlensky orientiere sich noch am Realismus des 19. Jahrhunderts und habe aus einer Laune heraus eben nur ein Buch und einen Krug darstellen wollen. Daß dem ganz und gar nicht so ist, entdeckt man erst bei eingehender Betrachtung. Denn Buch und Krug sind nur Vorwand, um etwas ganz anderes nämlich die Wirkung von Licht zu schildern. Jawlensky demonstriert in diesem Bild, wie das Licht das Buch zwar bezeichnet und erkennbar macht, wie es von dessen weichem grauen Einband jedoch aufgesogen wird. Am Schnitt, den hellen Kanten des Buches hingegen, vermag es sich entwickeln, um in verschiedenen Grautönen aufzuleuchten. Erst die harte Glasur des hellen Kruges aktiviert das Licht in einem Maße, daß es reflektieren und sogar auf der braunen Tischdecke, durch Spiegelung eine partielle Aufhellung erzeugen kann. Wir stellen also fest, daß Jawlensky zur Zeit der Entstehung des Bildes noch die Reaktion verschiedener Materialien auf das Licht studiert. Die späteren Expressionisten kennen das Licht im Sinne von Beleuchtung, wie es hier verwendet wird, dagegen nicht mehr. Denn deren Licht in der Malerei resultiert aus der Kraft und Intensität der Farbe selbst. Das ist in unserem Stilleben nicht der Fall. Da es Jawlensky aber ganz eindeutig auch nicht auf die realistische Erfassung des Gegenstandes ankommt, gibt er sich in diesem Bild als Impressionist zu erkennen. Denn Inhalt und Aufgabenstellung der Impressionisten war, die sich verändernden Erscheinungsformen der Realität unter dem Einfluß äußerer Umstände wie Sonne, Licht, Dämmerung  darzustellen. Für die Zeit um die Jahrhundertwende steht Jawlensky unter dem Einfluß zweier Impressionisten. In seinen Lebenserinnerungen berichtet er, daß er beiden, dem Schweden Anders Zorn und dem Slowenen Anton Ažbe sehr viel zu verdanken habe. Die beiden Lehrmeister beherrschten den Umgang mit Licht in der Malerei bis zur Perfektion, so daß sich Jawlenskys Stilleben im Vergleich zu deren Gemälde als Schülerarbeit erkennen läßt. Was jedoch alle drei Maler miteinander verbindet, ist der eigentümlich manierierte Stil, der sich sehr weit von den uns geläufigen französischen Vorbildern entfernt hat. […] Vor dem Original sollte eine Kleinigkeit nicht übersehen werden, nämlich die grellen orangefarbenen Farbnuancen, die hi und da durch das Braun der Tischdecke hindurchschimmern. Bei genauem Hinsehen wird erkennbar, daß sie unter der braunen Farbschicht eine zusammenhängende große Fläche bilden. Der Künstler hat diese bei seinem letzten Arbeitsgang, absichtlich oder zufällig nicht immer abgedeckt. Manchmal wurde das Orange aber auch im Laufe der Jahre in winzigen Abschürfungen freigelegt. Auf diese Weise wird deutlich, daß Jawlensky dieses dunkle Bild auf eine leuchtende Farbe setzte. Aufgrund dieser Entwicklung glaubt man zu verstehen, daß diese leuchtende Farbe eines Tages aus ihrer Verbannung ausbrechen mußte, um im Zusammenwirken mit anderen lauten und reinen Farben die Herrschaft über die Oberfläche seiner Bilder zu gewinnen.“

## Datierung
Die Datierung des Gemäldes wird allgemein mit „um 1902“ angegeben. Es ist interessant, dieses Datum zu hinterfragen, denn auch die Jahre vor und nach 1902 kämen demnach für die Entstehung des Bildes in Frage. Jedoch Jawlenskys Lebenserinnerungen bieten nur die Möglichkeit, sich für die Variante „vor 1902“ zu entscheiden. Auskunft hierzu gibt eine Passage in seinen Lebenserinnerungen, wo der Künstler über seine Tätigkeit nach seinem Ausscheiden aus der Ažbeschule berichtet: „In unserer Wohnung hatte ich ein großes Atelier. Ich fing jetzt an, selbständig zu arbeiten, zu suchen, um mich selbst zu finden. Ich fing an, Stilleben zu malen, und ich suchte Harmonie in den Farben. […] Einige Jahre malte ich nur Stilleben.“ Das war eindeutig vor seiner Russlandreise 1901 mit Marianne von Werefkin, ihrer „Köchin Helene“, die von Jawlensky schwanger war, die ihm im Januar 1902 im lettischen Ort Anspaki seinen Sohn Andreas gebar. Nach einjähriger Abwesenheit von München waren sie am 23. November 1902 aus Russland zurückgekehrt. Über seine Malerei sagt Jawlensky: „Nachdem wir zurückgekommen waren, fing ich wieder an zu suchen.“ Dass er sich zu der Zeit in seiner Malerei noch nicht gefestigt sah, verdeutlicht ein Brief Jawlenskys an seinen Malerfreund Dmitri Kardowsky. Ihm schrieb er, sein Bruder Sergej habe ihn gebeten, den angehenden Maler Wladimir von Bechtejeff „aufzunehmen und in die Kunst einzuführen.“
Bechtejeff schildert dazu passend in seiner Biografie für „Ende 1902“: „Mit dem Empfehlungsbrief von Jawlenskys Bruder erschien ich also in der Giselastraße in München-Schwabing und wurde sofort herzlich aufgenommen; bald fühlte ich mich fast wie ein Familienmitglied im Hause Jawlensky/Werefkin.“ Das muss in den späten Novembertagen oder Anfang Dezember 1902 gewesen sein, nachdem Werefkin mit Helene, Jawlensky und beider Sohn Andreas nach einjähriger Abwesenheit am 23. November aus Russland zurückgekehrt war. Jawlensky lehnte Bechtejeff als Schüler ab, weil er sich offenkundig noch nicht in der Lage sah, Unterricht zu erteilen. Denn er hat ihn daraufhin in der privaten Malschule von Heinrich Knirr „untergebracht“.